# グルタミン酸デカルボキシラーゼ
グルタミン酸デカルボキシラーゼ、グルタミン酸脱炭酸酵素(Glutamate decarboxylase, glutamic acid decarboxylase: GAD)は、グルタミン酸を脱炭酸する酵素の一種。分子量の違う、GAD67(GAD1)とGAD65(GAD2)の2種類が存在する。この酵素の働きにより、グルタミン酸はGABAと二酸化炭素に分解される。